# 圣安德烈斯 (奇里基省)
圣安德烈斯是巴拿马奇里基省布加瓦区的一个城市。 该市面积为65.2平方（25.2平方英里），2010年时人口为2,523，故其人口密度为38.7名居民每平方（100名居民每平方英里）。 1990年时人口为2,451，2000年时人口为2,526。